# Марцелл (префект Иудеи)
Марцелл (лат. Marcellus) — римский политический деятель начала I века.
Марцелл получил свою должность не от римского императора, а от своего друга наместника Сирии Луция Вителлия в 36 году после отзыва предыдущего префекта Понтия Пилата. Есть предположение, что Марцелл не был реальным префектом Иудеи, а лишь только подчиненным Вителлия. Интересен тот факт, что историк Иосиф Флавий в обозначении статуса Марцелла, использует выражение epimeletes (рус. надзиратель). После императора Тиберия Марцелл был заменен на Марулла.